# Naima (piosenkarka)
Naima (właśc. Natalie Pütz; ur. 1981 w Hamburgu) – niemiecka modelka i piosenkarka.
W 1999 roku była współtwórcą sukcesu piosenki So bist Du Oli.P, gdzie śpiewała kobiecą partię wokalną w refrenie. Wydała później 4 single, w tym jeden z Aymanem – Nur die Wahrheit zählt – piosenkę tytułową do trzeciej edycji niemieckiej wersji programu Big Brother. W 2001 roku ukazała się jej debiutancka płyta.  